# Baltussee
Der Baltussee ist ein Baggersee zwischen den beiden ostwestfälischen Städten Minden und Porta Westfalica in Nordrhein-Westfalen. Der durch Auskiesung entstandene künstliche See ist 33 Hektar groß und 9 Meter tief. Er liegt am westlichen Ufer der Weser gegenüber der Ortschaft Neesen im Winkel der Bundesstraßen B 65 und B 61. Durch den See verläuft die Gemeindegrenze: der nördliche Teil des Sees liegt in der Gemarkung Minden, der südliche in der Gemarkung Barkhausen (Porta Westfalica).
Bis in die 1980er Jahre wurde hier Kies abgebaut und auf Weserschiffe verladen. 
Im Mai 2010 wurde hier der 150.000 Kubikmeter Aushub aus dem Neubau der Nordumgehung der A30 aus dem Bereich der Eidinghauser Straße der Stadt Bad Oeynhausen verkippt.